# Goniopugettia sagamiensis
Goniopugettia sagamiensis is een krabbensoort uit de familie van de Epialtidae. De wetenschappelijke naam van de soort is voor het eerst geldig gepubliceerd in 1930 door Gordon.